# Suletí
El suletí (en basc Zuberera) és un dialecte basc particular que es parla a Zuberoa (la província històrica basca més petita, situada al nord-est d'Euskal Herria). Té diverses particularitats lingüístiques i fonètiques que el fan singular. La seva pronunciació és diferent a la dels altres dialectes. Per exemple, la e es pronuncia i i la o, u quan precedeixen una vocal i, sobretot, té la ü (accentuada) que normalment es pronuncia com la u de l'occità i el francès, però que es pot pronunciar i si és precedida o seguida d'una vocal. Aquesta ü és característica de la fonètica suletina on la seva freqüència és molt més gran que la de la u basca estàndard i no existeix pas en cap altre dialecte.

## Lèxic
El suletí també té particularitats lèxiques i de declinació.
|            | Català   | Euskera batua       | Basc suletí   |
| Adverbi :  | mai      | inoiz ez, sekula ez | sekülan       |
| Adverbi :  | sovint   | maiz, sarri         | üsü           |
| Adjectiu : | bé       | ongi, ondo          | hunki, ontsa  |
| Adjectiu : | bonic    | polit, eder         | eijer         |
| Verbs :    | ocórrer  | gertatu             | agitü         |
| Verbs :    | haver    | ukan                | üken          |
| Verbs :    | acabar   | bukatu              | ürrentü       |
| Verbs :    | venir    | etorri              | jin           |
| Noms :     | cuina    | sukalde             | sükalte       |
| Noms :     | flor     | lore                | lili          |
| Noms :     | lloc     | alde, leku          | atze, lekü    |
| Noms :     | muntanya | mendi               | bortü, borthü |
| Noms :     | pluja    | euri                | ebi           |
| Noms :     | poeta    | bertsolari          | koblakari     |
| Noms :     | sol      | eguzki              | eki, ekhi     |
| Noms :     | sortida  | irteera, atera      | elki          |
| Noms :     | Zuberoa  | Zuberoa             | Xiberoa       |

Actualment, més del 60% dels 16 000 suletins són bascòfons, però la disminució del nombre de parlants entre els joves i la manca de llocs de treball poden ser a llarg termini un risc per al manteniment del suletí. Tanmateix, la feina feta per les associacions culturals en les quals molts joves estan implicats permet que el dialecte es mantingui a pesar de l'estandardització de la llengua amb el batua, que no sembla que influeixi en la desaparició del suletí.